# Amber (album)
Pour les articles homonymes, voir Amber (homonymie).
Albums de Autechre
Incunabula
(1993) Tri Repetae
(1995)
Amber est le deuxième album du groupe anglais de musique électronique Autechre, sorti sur le label Warp Records en 1994. Le style de Amber est plus proche de l'ambient, avec moins de percussions que sur Incunabula.
La photo de la pochette représente les formations rocheuses de Cappadoccia en Turquie.

## Pistes
| 1.    | Foil       | 6:04  |
| 2.    | Montreal   | 7:15  |
| 3.    | Silverside | 5:31  |
| 4.    | Slip       | 6:21  |
| 5.    | Glitch     | 6:15  |
| 6.    | Piezo      | 8:00  |
| 7.    | Nine       | 3:40  |
| 8.    | Further    | 10:07 |
| 9.    | Yulquen    | 6:37  |
| 10.   | Nil        | 7:48  |
| 11.   | Teartear   | 6:45  |
| 74:27 |            |       |